# 樫田美雄
樫田 美雄（かしだ よしお、1961年 - ）は、日本の社会学者。専門は医療社会学、福祉社会学、ヴィデオ・エスノグラフィー、高等教育論。学位は博士（社会科学）（2016年・奈良女子大学）。摂南大学現代社会学部教授。 

## 経歴

### 学歴
- 1981年4月 - 1982年3月 中央大学法学部政治学科
- 1982年4月 - 1986年3月 東京都立大学人文学部人文科学科社会学専攻
- 1986年4月 - 1988年3月 東京都立大学大学院社会科学研究科社会学専攻
- 1989年4月 - 1992年12月 筑波大学大学院博士課程社会科学研究科社会学専攻
- 2016年3月 ‐ 奈良女子大学 博士（社会科学）

### 経歴
- 1993年1月 - 1994年3月 筑波大学文部技官（準研究員・社会科学系）・筑波大学医療技術短期大学部講師併任
- 1994年4月 - 1996年3月 筑波大学文部技官(準研究員・社会科学系)
- 1996年3月 - 1996年9月 筑波大学文部教官助手（社会科学系）
- 1996年10月 - 2007年3月 徳島大学総合科学部人間社会学科助教授
- 2007年4月 - 2009年3月 徳島大学総合科学部人間社会学科准教授
- 2009年4月 - 2013年3月 徳島大学ソシオ・アーツ・アンド・サイエンス研究部（徳島大学大学院総合科学教育部博士前期・博士後期指導担当、総合科学部社会創生学科准教授併任）准教授
- 2013年4月 - 2021年3月 神戸市看護大学看護学部准教授
- 2021年4月 - 2023年3月 神戸市看護大学看護学部教授
- 2023年4月 - 摂南大学現代社会学部現代社会学科教授

## 著書

### 単著
- 『ビデオ・エスノグラフィーの可能性 医療・福祉・教育に関する新しい研究方法の提案』晃洋書房,2021年2月 ISBN 9784771034686[6]

### 共編著・共著
- 『新社会学研究８』新曜社,2023年10月（共編著）[7]
- 『法実践（リーガル・コミュニケーション）の解剖学‐ビデオ・エスノグラフィーから臨床法学へ 』晃洋書房,2023年2月（共著）
- 『新社会学研究７』新曜社,2022年11月（共編著）
- 『新社会学研究６』新曜社,2021年12月（共編著）
- 『新社会学研究５』新曜社,2021年7月（共編著）
- 『「当事者宣言」の社会学 : 言葉とカテゴリー』東信堂,2021年3月（共編著） ISBN 9784798916545
- 『新社会学研究４』新曜社,2019年10月（共編著）
- 『特集社会学的知識への期待からみた現代社会と社会学 ; 公募特集メディアとコミュニケーションの社会学』新曜社,2019年10月（共著） ISBN  9784788516533
- 『障害社会学という視座－社会モデルから社会学的反省へ－ 』新曜社,2019年9月（共著）ISBN 9784788516410
- 『法律相談の相互行為分析』神戸市看護大学樫田研究室,2018年11月（共著）
- 『専門職倫理教育の相互行為分析』神戸市看護大学樫田研究室,2018年10月
- 『新社会学研究 2018年第3号』新曜社,2018年9月（共編著）ISBN 478851592X
- 『新社会学研究３』新曜社,2018年9月（共編著）
- 『特集ファン文化の社会学 ; 公募特集今、地域を考える』新曜社,2018年9月（共著）ISBN 9784788515925
- その他  research map (樫田 美雄 - 書籍等出版物)

### 訳書[5]
- 『David E. J. Purdue and P. David Howe著、Who’s In and Who Is Out?：Legitimate Bodies Within The Paralympic Games（誰が出場し、誰が除外されるのか？－パラリンピック競技大会における適格な身体とは－） 』現象と秩序企画編集室,2020年10月（共訳）
- 『D. Maynard著、Goffman, Garfinkel, and Games（ゴフマン，ガーフィンケル，そしてゲーム） 』現象と秩序企画編集室,2019年3月（単訳）

## 論文
- CiNii Articles（樫田美雄）

## その他活動
- 四国放送テレビ『ゴジカル!』コメンテーター 2008年10月〜2009年12月 毎週火曜日に出演[8]

## 所属学会
- 日本医療コミュニケーション学会
- 東京都立大学社会学研究会
- 日本家族社会学会
- アメリカ社会学会
- 日本エスノメソドロジー・会話分析研究会
- 日本質的心理学会
- 日本社会学理論学会
- 日本地域社会学会
- 全国大学国語国文学会
- 医療コミュニケーション研究会
- 現代社会理論研究会
- 筑波社会学会
- 日本社会福祉学会

- 日本コミュニティ心理学会
- 日本医学教育学会
- 日本電話相談学会
- 日本保健医療社会学会
- 日本法社会学会
- 日本臨床心理学会
- 関西社会学会
- 日本スポーツ社会学会
- アメリカ社会学会(American Sociological Association)
- 関東社会学会
- 家族社会学会
- エスノメソドロジー・会話分析研究会
- 日本社会学会